# Daniel Tulett
Daniel Tulett (3 juli 1999) is een Brits veldrijder en wegwielrenner die anno 2021 rijdt voor Canyon dhb p/b Soreen.
Tulett werd in 2017 tweede het Wereldkampioenschap veldrijden voor junioren. In 2019 ging Tullet rijden voor de wielerploeg Wiggins Le Col. Nadat de pleg er aan het einde van het jaar mee stopte maakte hij de overstap naar Vitus Pro Cycling vanaf 2021 rijdt hij voor Canyon dhb p/b Soreen.
Daniel Tullet is de oudere broer van wielrenner en veldrijder Ben Tulett.

## Overwinningen

### Veldrijden
| Seizoen   | Wereldbeker | Superprestige | DVV Trofee | WK       | EK       | BK       | Overige  | Totaal aantal zeges |
| Junioren  | Junioren    | Junioren      | Junioren   | Junioren | Junioren | Junioren | Junioren | Junioren            |
| --------- | ----------- | ------------- | ---------- | -------- | -------- | -------- | -------- | ------------------- |
| 2015-2016 |             |               |            | 21e      | 36e      |          |          | 0                   |
| 2016-2017 |             |               |            | ↑        | DNS      | Brons    | Bredene  | 1                   |
| Totaal    | 0           | 0             | 1          | 0        | 0        | 0        | 1        | 1                   |
| Beloften  |             |               |            |          |          |          |          |                     |
| 2017-2018 |             |               |            | 20e      | DNS      | Brons    |          | 0                   |
| 2018-2019 |             |               |            | 19e      | 13e      | Brons    |          | 0                   |
| Totaal    | 0           | 0             | 0          | 0        | 0        | 0        | 0        | 0                   |

### Mountainbike
2017
 Brits kampioenschap mountainbike, junioren

## Ploegen
- 2019 –  Wiggins Le Col
- 2020 –  Vitus Pro Cycling
- 2021 –  Canyon dhb p/b Soreen